# Tan See Han
Tan See Han (ur. 1910, zm. ?) – indonezyjski piłkarz, reprezentant kraju. Podczas kariery występował na pozycji napastnika.

## Kariera klubowa
Podczas kariery piłkarskiej Tan See Han występował w klubie Tiong Hoa Surabaja.

## Kariera reprezentacyjna
Tan See Han występował w reprezentacji Indii Holenderskich w latach trzydziestych. W 1938 roku uczestniczył w mistrzostwach świata. Na mundialu we Francji był rezerwowym i nie wystąpił w przegranym 0-6 spotkaniu I rundy z Węgrami.